# Peter Gavajda
Peter Gavajda, auch Pedro Gavajda, (* 12. Juni 1942 in Bratislava, Slowakische Republik; † 9. März 2011 in Berlin) war ein deutscher Schauspieler.

## Leben
Gavajdas Eltern wanderten nach Argentinien aus, als er fünf Jahre alt war. Mit 19 Jahren kehrte er nach Europa zurück, um Schauspieler zu werden. Er absolvierte eine Schauspielausbildung am Max Reinhardt Seminar in Wien und am Lee Straßberg Institut in New York. Neben seiner Schauspielausbildung hatte Gavajda auch Unterricht in Gesang und in Tanz, insbesondere im Tango Argentino.
Am Anfang seiner Karriere als Schauspieler standen Theaterengagements. Gavajda spielte am Theater in der Josefstadt in Wien, am Schauspielhaus Frankfurt, am Schauspielhaus Bochum, am Hamburger Schauspielhaus, am Schillertheater in Berlin und am Schauspielhaus Düsseldorf.
Am Theater in der Josefstadt spielte er 1965 den Stefan in dem Theaterstück Die Flucht von Ernst Waldbrunn. Diese Inszenierung wurde auch vom Österreichischen Rundfunk und Fernsehen aufgezeichnet und 1966 im Fernsehen gezeigt.
Ab Ende der 1980er Jahre war Gavajda dann auch häufiger im Fernsehen zu sehen. Gavajda übernahm hierbei einige durchgehende Serienrollen, hauptsächlich jedoch Episodenrollen und Gastrollen. Gavajda wurde im deutschen Fernsehen überwiegend in Kriminalserien und Kriminalfilmen eingesetzt, wo er häufig auf die Rolle des widersprüchlichen Bösewichts, des psychopathischen Gangsters oder des brutalen Killers festgelegt war. Diesem Rollenklischee konnte Gavajda nur selten mit positiv angelegten Rollen entgegentreten.
Bekanntheit erlangte Gavajda vor allem durch seine durchgehenden Serienrollen als Polizeichef Gabriel Crespo in der RTL-Fernsehserie S.O.S. Barracuda und als Helge in der Kinderfilm-Serie Die Graslöwen. In der RTL-Arztserie OP ruft Dr. Bruckner spielte er den Orthopäden und späteren Chefarzt Dr. Weinroth.
Gavajda wirkte auch in einigen Kinofilmen mit, so 1987 in Sierra Leone und 1992 in Mau Mau von Uwe Schrader sowie 1997 in Das Leben ist eine Baustelle von Tom Tykwer.
Gavajda war auch als Rezitator und Sprecher für Hörbücher tätig. Er las unter anderem Romane von Max Aub und Erich Kästner.

## Filmographie (Auswahl)
- 1966: Die Flucht
- 1987: Sierra Leone
- 1992: Mau Mau
- 1994: Das Phantom – Die Jagd nach Dagobert
- 1995: Bella Block – Liebestod
- 1996–1999: OP ruft Dr. Bruckner
- 1997: Doppelter Einsatz
- 1997: Das Leben ist eine Baustelle
- 1997: Polizeiruf 110 – Heißkalte Liebe
- 1998: Ein Fall für zwei
- 1999: Stahlnetz
- 1999: Polizeiruf 110 – Sumpf
- 1999–2002: S.O.S. Barracuda
- 2000: Tatort – Die Möwe
- 2003: Wolffs Revier
- 2003: Die Männer vom K3
- 2003: Die Graslöwen
- 2004: Schloßhotel Orth
- 2005: Küstenwache
- 2005: Ein Hund, zwei Koffer und die ganz große Liebe
- 2006: SK Kölsch
- 2007: Manatu – Nur die Wahrheit rettet Dich
- 2008: Tatort – Borowski und das Mädchen im Moor
- 2008: Und Jimmy ging zum Regenbogen
- 2008: Das Papst-Attentat
- 2009: Kap der Liebe – Unter der Sonne Uruguays
- 2010: Lotta & die alten Eisen